# Rudolf Benedikt

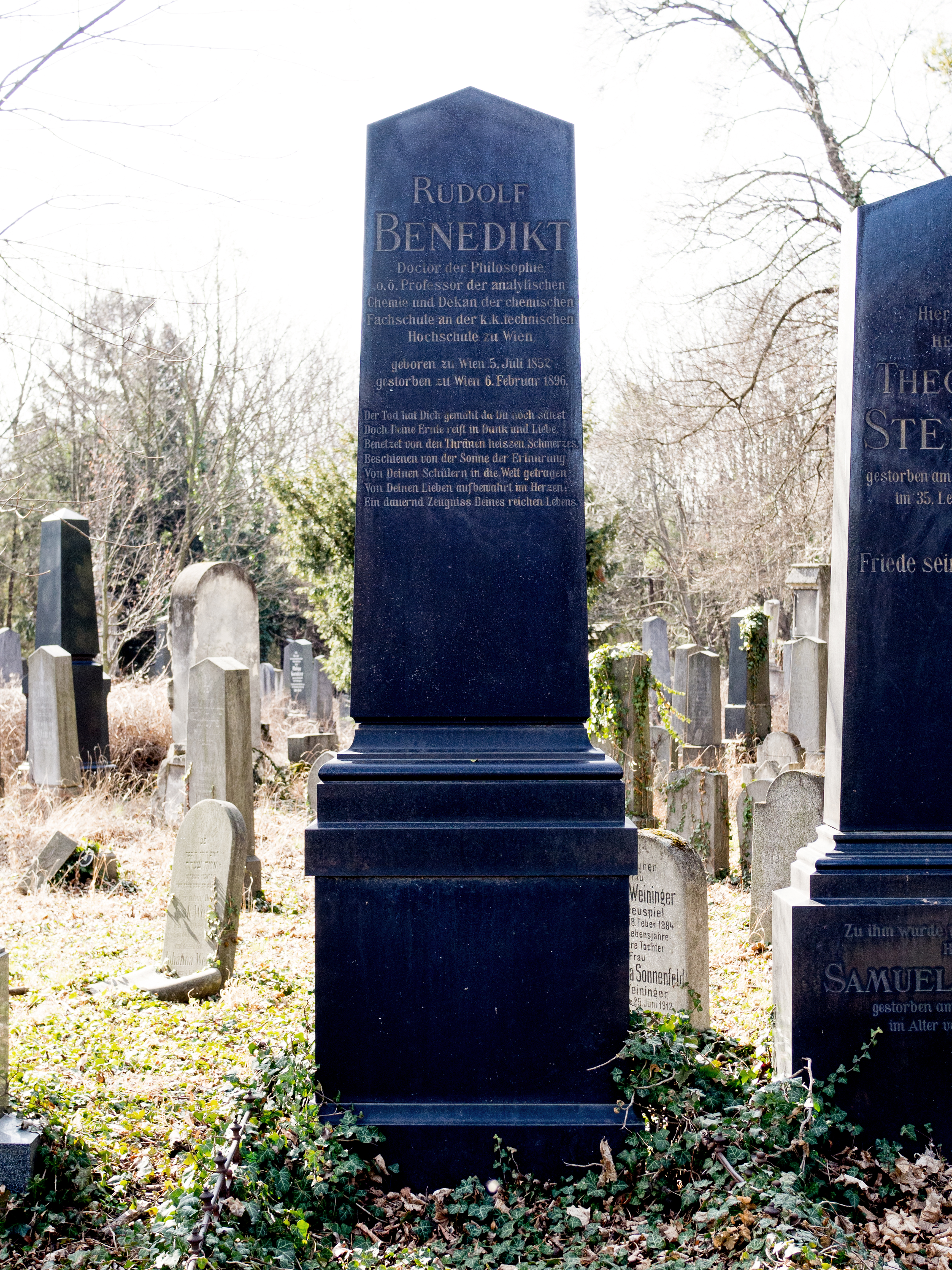
Grab von Rudolf Benedikt auf dem Wiener Zentralfriedhof

Rudolf Benedikt (* 5. Juli 1852 in Döbling; † 6. Februar 1896 in Wien) war ein österreichischer Chemiker.
Benedikt ging in Wien zur Schule und studierte ab 1868 am Wiener Polytechnikum Chemie und ab 1871 ein Semester in Berlin (bei Adolf von Baeyer). Er schloss sein Studium in Heidelberg ab, wo er Schüler von Robert Wilhelm Bunsen und Gustav Robert Kirchhoff war und 1872 promoviert wurde. Danach war er wieder in Wien als Assistent von Josef Pohl am Polytechnikum und danach von Heinrich Hlasiwetz. 1874 legte er die Lehramtsprüfung ab. Nach dem Tod von Hlasiwetz wurde sein Lehrstuhl an der TH Wien geteilt und Philipp Weselsky (1828–1890) übernahm die Lehre der analytischen Chemie (und Alexander Bauer die allgemeine Chemie). Benedikt wurde nach seiner Habilitation Adjunkt bei Weselsky. Er hatte sich für Stickstoffchemie habilitiert, was aber bald darauf auf Chemie von Farbstoffen und Druckerei erweitert wurde. Nach dem Tod von Weselsky 1883 übernahm wieder Bauer den Lehrstuhl, Benedikt leitete aber das Labor für analytische Chemie und hielt die entsprechenden Vorlesungen. 1885 wurde er Mitglied der staatlichen Prüfungskommission für Chemietechnik und leitete diese von 1890 bis zu seinem Tod. Einen Ruf nach Brünn schlug er 1888 auf und wurde 1890 außerordentlicher Professor an der TH Wien. 1893 wurden die Lehrstühle wieder geteilt und er wurde ordentlicher Professor für analytische Chemie. Er war zweimal Dekan des Fachbereichs Chemie. Er richtete ein modernes analytisches Labor ein, erkrankte aber bereits 1895 an Krebs. Er war ein beliebter Lehrer und auch viel als Gutachter tätig, auch international (so im Prozess von Nobel gegen die englische Regierung um Cordit).
Zunächst befasste er sich mit Chemie von Aromaten und Farbstoffen, ab 1885 mit Wachsen und Fetten, besonders der Fettanalyse.
Am 5. Oktober 1888 wurde Rudolf Benedikt zum Mitglied (Matrikel-Nr. 2742) der Leopoldina gewählt.
Seine letzte Ruhestätte fand Benedikt im alten jüdischen Teil des Wiener Zentralfriedhofs.
Rudolf Benedikt war der Vater des Historikers Heinrich Benedikt.

## Schriften
- Die künstlichen Farbstoffe (Theerfarben), Kassel: Fischer 1883 (auch ins Englische übersetzt, The Chemistry of the coal-tar colours, London: Bell 1886 (archive.org), 1889 (archive.org)
- Analyse der Fette und Wachsarten. Julius Springer, Berlin 1886 (archive.org),  3. Auflage 1897 (mit Biographie von Ferdinand Ulzer), 4. Auflage 1903 (archive.org)
  - Englische Übersetzung: Chemical analysis of oils, fats, and waxes and of the commercial products derived therefrom, London 1895, 2. Auflage 1898 (archive.org)